# シットコー・ベイ (護衛空母)
シットコー・ベイ (USS Sitkoh Bay, CVE-86) は、アメリカ海軍の護衛空母。カサブランカ級航空母艦の32番艦。艦名はアラスカ州南東部チチャゴフ島のシットコー湾 (北緯57度30分22.7秒 西経134度55分5.2秒 / 北緯57.506306度 西経134.918111度)に由来する。

## 艦歴
「シットコー・ベイ」は1943年11月23日にワシントン州バンクーバーのカイザー造船所で起工する。1944年2月19日にキャサリン・ムリニクス夫人によって進水し、1944年3月28日にオレゴン州アストリアでロバート・G・ロックハート艦長の指揮下で就役した。

### 第二次世界大戦
西海岸沿岸での短期間の慣熟訓練を終えた「シットコー・ベイ」は、4月28日にアラメダに到着。貨物と便乗者を乗せ、4月30日にアラメダを出港して真珠湾に向かった。しばらくの間、最前線と後方基地との間を往復して航空機、パイロットおよび航空関係者を輸送する任務を繰り返した。初めのうちは真珠湾とカリフォルニアの間、1944年後半に入ると真珠湾とマジュロ、マヌス島との間を往復。一連の任務で輸送された航空機は、第3艦隊（ウィリアム・ハルゼー大将）および第7艦隊（トーマス・C・キンケイド中将）に補給された。
1945年1月、「シットコー・ベイ」の行動範囲から南太平洋方面が削除され、以降は第3艦隊に対する補給に専念した。主たる寄港地としてグアムアプラ港、ロイ＝ナムル島、エニウェトク環礁、ウルシー環礁が追加された。1945年前半における重要任務は、ルソン島の戦い、硫黄島の戦いおよび沖縄戦に対する全般支援であった。
「シットコー・ベイ」の艦歴の中で唯一の戦闘行為は、4月7日に行われた。この日、「シットコー・ベイ」は第31海兵航空群の航空機を輸送中であった。15時28分、1機の銀河が空母群に向けて突入してきた。「シットコー・ベイ」は対空砲火を打ち上げ、また上空にあった「ブレトン (USS Breton, CVE-23)」 所属のF4U戦闘機が迎撃して、銀河を撃退した。翌日、「シットコー・ベイ」は補給機受け取りのため、グアム経由で真珠湾に向かった。
8月15日に日本が降伏して戦争が終わった時、「シットコー・ベイ」は第38任務部隊（ジョン・S・マケイン・シニア中将）指揮下の補給部隊である第30.8任務群に加わっていた。8月25日から9月5日まで本州沖で行動し、9月10日にエニウェトク環礁に寄港後、翌日グアムに向かった。その後、サマール島、沖縄と寄港して10月18日に真珠湾に寄港し、10月26日にサンディエゴに到着した。中部太平洋への一航海の後、1946年11月30日にブレマートンで退役した。

### 朝鮮戦争

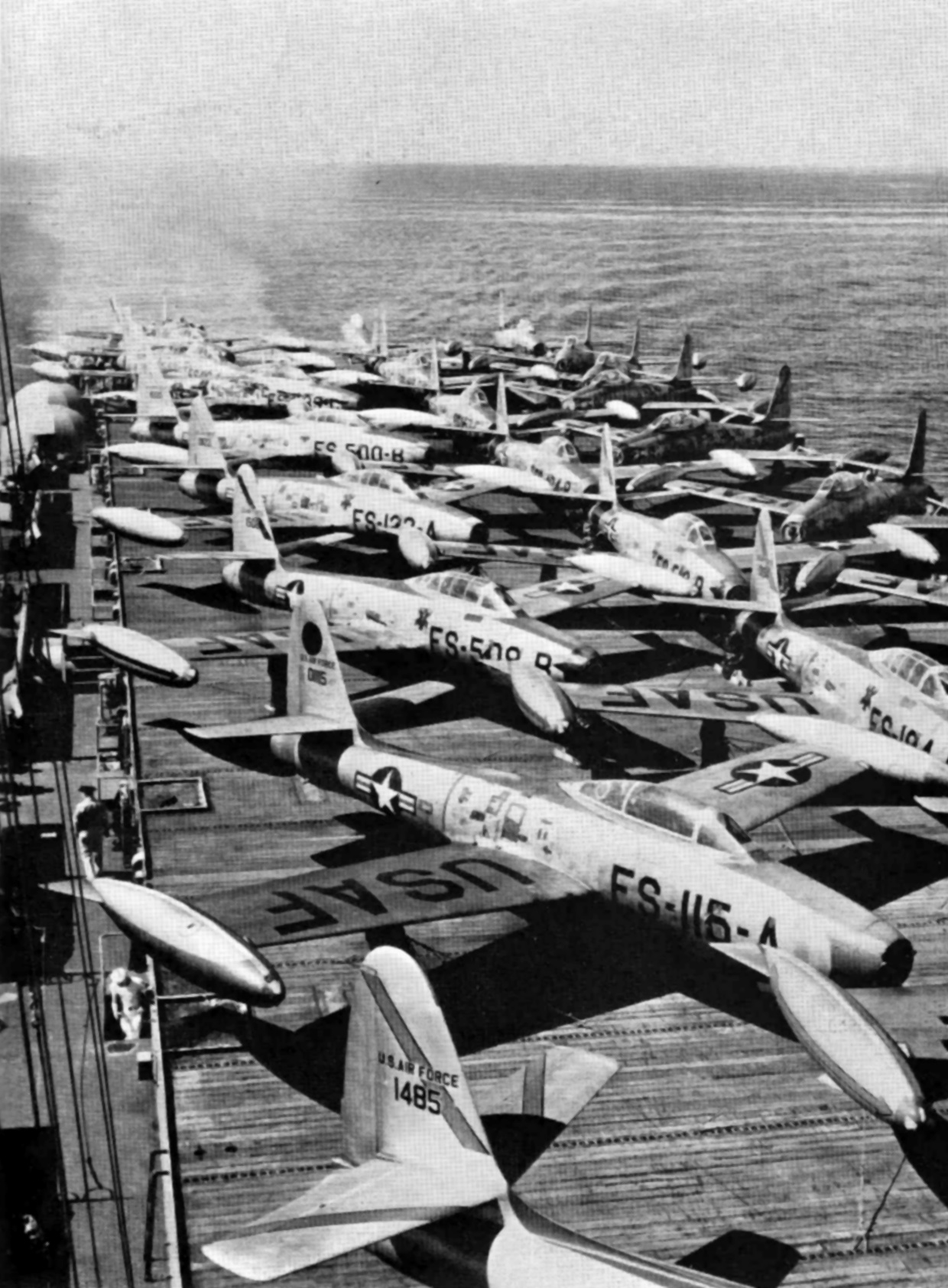
「シットコー・ベイ」艦上のF-84（1951年）

朝鮮戦争勃発から1ヵ月後の1950年7月29日、「シットコー・ベイ」はC. W. ロード艦長の指揮下再就役した。海上輸送司令部に配属され、以後約4年間にわたって西海岸と日本との間を往復して朝鮮半島の国連軍を支援した。朝鮮戦争中の主な寄港地はサンディエゴ、真珠湾、横須賀海軍施設、横浜港であった。それに加え、日本を拠点とする三度の輸送任務も行った。1951年3月にはサイゴンでフランス軍にF8F艦上戦闘機を提供し、次いでマニラに寄港。カリフォルニアに戻る前の9月には釜山港にも寄港した。1952年5月、通常の輸送任務に戻り、横須賀とサンフランシスコ間を往復した。
「シットコー・ベイ」は朝鮮戦争休戦後の1954年7月27日に再び退役し、太平洋予備役艦隊に編入の上サンフランシスコで係留された。1955年6月12日にCVU-86（雑役空母）に艦種変更され、1958年3月には係留港がサンフランシスコからサンディエゴに変更となった。1960年4月1日、AKV-86（貨物航空機運搬艦）に再分類された上で除籍となり、同年8月30日にニューヨークのアイゼンバーグ社にスクラップとして売却された。
「シットコー・ベイ」は第二次世界大戦の戦功で3つの従軍星章および、朝鮮戦争の戦功で1個の従軍星章を受章した。